# IC 1438
IC 1438 — галактика типу SBa (компактна витягнута галактика) у сузір'ї Водолій.
Цей об'єкт міститься в оригінальній редакції індексного каталогу.